# Purpurögontröst
Purpurögontröst (Euphrasia atropurpurea) är en snyltrotsväxtart som först beskrevs av Rostrup, och fick sitt nu gällande namn av Carl Hansen Ostenfeld. Purpurögontröst ingår i släktet ögontröster, och familjen snyltrotsväxter. Inga underarter finns listade i Catalogue of Life.